# Eärnil I
Eärnil I es un personaje ficticio que pertenece al legendarium creado por el escritor británico J. R. R. Tolkien y cuya historia es narrada en los apéndices de la novela El Señor de los Anillos. Es un dúnadan, hijo de Tarciryan y sobrino del rey Tarannon, quien murió sin dejar descendencia y así Eärndil se convirtió en el decimotercer rey de Gondor y en el segundo de los llamados Reyes de los Barcos. Su nombre es quenya y significa «amante del mar» o «amigo del mar».

## Historia
Nació en el año 736 de la Tercera Edad del Sol y años después sucedió en el trono de Gondor a su tío Tarannon, quien había muerto sin descendencia en 913 T. E. Eärnil I continuó la línea de su antecesor en la construcción de barcos, porque la amenaza de Umbar y los númenóreanos negros en las fronteras meridionales de Gondor estaba latente; además estos habían hecho alianzas con los haradrim y por ello reforzó las fronteras y reconstruyó el puerto de Pelargir para tener una buena posición estratégica.
Pasó a la acción en 933 T. E. Con una gran flota puso sitio a Umbar, para luego lanzar un ataque por mar y por tierra sobre el puerto enemigo, obligando a los númenóreanos negros a marchar al exilio, aunque resistieron el intento de Eärnil I de ocupar las tierras al sur de Harnen. A pesar de ello, su victoria fue estéril y no pudo aprovecharla. En 936 T. E. se desató una gran tormenta marítima muy cerca de Umbar, que provocó el hundimiento de gran parte de la flota y la muerte de Eärnil I en el naufragio. Lo sucedió su hijo Ciryandil.